# Кевн Друидс
«Кевн Друидс» (англ. Cefn Druids A.F.C.; валл. Clwb Pêl-droed Derwyddon Cefn) — валлийский футбольный клуб.

## История
Создан в 1992 году в результате объединения клубов «Кевн Альбион» и «Друидс Юнайтед». В свою очередь, «Друидс Юнайтед» был создан в 1923 году в результате объединения клубов «Акревайр Юнайтед» и «Друидс». «Друидс» же существовал с 1869 года, восемь раз побеждал в Кубке Уэльса, участвовал и в розыгрышах Кубка Англии. Поэтому на своём официальном сайте «Кевн Друидс», потомок «Друидс», назван старейшим футбольным клубом Уэльса.
«Кевн Друидс» выступал в Валлийской лиге / Премьер-лиге в 1999—2010 гг., а в 1992—1999 и с 2010 — в Cymru Alliance (второй по силе лиге Уэльса). Победитель Cymru Alliance 1998/99. В сезоне 2011/12 команда вышла, выбив по ходу турнира три команды Премьер-лиги, в финал Кубка Уэльса, где уступила одному из сильнейших клубов Премьер-лиги последних лет — «Нью-Сейнтс». Так как «Нью-Сейнтс» выиграл и Премьер-лигу 2011/12 и получил путёвку в квалификацию Лиги чемпионов, кубковая путёвка в квалификацию Лиги Европы перешла к финалисту, таким образом в сезоне 2012/13 «Кевн Друидс» дебютирует в еврокубках. Первый матч первого квалификационного раунда Лиги Европы 2012/13 против финского клуба МЮПА 5 июля завершился со счётом 0:0, в ответном 12 июля валлийцы уступили 0:5.

## Достижения
- Финалист Кубка Уэльса (1): 2011/12

## Выступления в еврокубках
| Сезон   | Турнир           | Раунд                   | Соперник | Дома | В гостях | Общий счёт |  |
| ------- | ---------------- | ----------------------- | -------- | ---- | -------- | ---------- |  |
| 2012/13 | Лига Европы УЕФА | Первый отборочный раунд | МюПа-47  | 0:0  | 0:5      | 0:5        |  |
| 2018/19 | Лига Европы УЕФА | Предварительный раунд   | Тракай   | 1:1  | 0:1      | 1:2        |  |